# Gnophos plumbearia
Gnophos plumbearia là một loài bướm đêm trong họ Geometridae.